# Duguetia pauciflora
Duguetia pauciflora este o specie de plante angiosperme din genul Duguetia, familia Annonaceae, descrisă de Henry Hurd Rusby. Conform Catalogue of Life specia Duguetia pauciflora nu are subspecii cunoscute.